# Optant
Optanten sind im Wortsinne Personen, die eine Option wahrnehmen können, also eine Wahlmöglichkeit zu ihrer Verfügung haben.

## Völkerrechtliche Vereinbarungen
Der Übergang von Staatsgebieten (z. B. durch Annexion, Abtretung, Sezession oder auch friedensvertragliche Regelungen) zieht in der Regel einen kollektiven Wechsel der Staatsangehörigkeit der betreffenden Bevölkerung nach sich. Seit dem 17. Jahrhundert wurde die Bevölkerung immer weniger als Zubehör des Staatsgebietes aufgefasst, so dass Regelungen in die Verträge aufgenommen wurden, die es den Bewohnern erlaubten, sich der neuen Staatsgewalt durch Option für die alte Staatszugehörigkeit zu entziehen. Historisch gab es zunächst das Recht zur Auswanderung (beneficum emigrandi) ohne besondere Erklärung, das mit der Staatszugehörigkeit noch nichts zu tun hatte. Daraus entwickelte sich dann die Option jüngerer Art.
Seit dem 19. Jahrhundert kam unter dem Einfluss der französischen Revolution der Gedanke zur Geltung, dass der Einzelne nicht gegen seinen Willen einer ihm unerwünschten Staatsangehörigkeit durch Gebietsänderung unterstellt werden dürfe. Daher wird den betroffenen Bewohnern in der Regel die Option zur Beibehaltung der alten Staatsbürgerschaft eingeräumt. Die völkerrechtlichen Verträge verwenden zur Bestimmung der Optionsberechtigten, das Wohnsitz-, Abstammungs-, Heimatprinzip und den Grundsatz der Volkszugehörigkeit und verbinden und durchkreuzen diese Prinzipien in mannigfacher Art. Aus dem Recht zur Auswanderung ist teilweise auch die Verpflichtung zur Auswanderung geworden. Der Optant darf dann die alte Staatsangehörigkeit nur behalten, wenn er auf seine Heimat verzichtet. Den Optanten wird meist gestattet, ihr Vermögen unter erleichterten Bedingungen mitzunehmen. Teilweise muss der Grundbesitz verkauft oder in neuerer Zeit kann das Grundeigentum auch unangetastet bleiben.
Das Optionsrecht war in der Vergangenheit vom Grundsatz der Familieneinheit geprägt, so dass die Entscheidung des Ehemanns die Ehefrau und die minderjährigen unverheirateten Kinder automatisch einschloss.
Die Wahrnehmung der Option ist meistens mit einer Frist verbunden. Von Optanten sprach man u. a. in folgenden konkreten Fällen:
- 1871–1872: Im Friedensvertrag von Frankfurt wurde die deutsche Annexion von Elsass-Lothringen festgeschrieben. Auf Drängen Frankreichs konnten Einwohner ohne Ansehen der Muttersprache bis zum 1. Oktober 1872 wählen, ob sie deutsche Staatsbürger werden oder nach Frankreich umsiedeln wollten.[4] 49.000 Personen entschieden sich für die Umsiedlung.
- 1864–1920: Die dänisch-gesinnte Bevölkerung in Schleswig/Sønderjylland erhielt über Art. 19 des Wiener Friedensvertrages nach dem Ende des Deutsch-Dänischen Krieges 1864 das Recht für die dänische Staatsbürgerschaft zu optieren. Im Jahr 1880 befanden sich noch 25.000 dänische Staatsangehörige ohne einheimisches Wahlrecht in Schleswig.[5] Die offene Frage nach der Staatsangehörigkeit der etwa 4.000 zwischen 1871 und 1898 von dänischen Optanten geborenen Kinder führte zum 1907 zum Abschluss des Optantenvertrages.
- 1919: Der Vertrag von Saint-Germain sah für die Nachfolgestaaten Österreich-Ungarns ein Optionsrecht der Einwohner nach „Rasse und Sprache“ vor.[6]
- 1920–1925: Der Friedensvertrag von Versailles und der Minderheitenschutzvertrag regelte das Recht der Minderheiten im wieder errichteten Polen. Deutsche konnten die polnische Staatsbürgerschaft erwerben oder sich bis zu einer bestimmten Zeit für die Beibehaltung der reichsdeutschen Staatszugehörigkeit entscheiden und das Gebiet verlassen. Nach der Volksabstimmung in Oberschlesien 1921 war umstritten, ob die Optanten für das deutsche Reich freiwillig oder obligatorisch umsiedeln sollten (Optantenkrieg beigelegt in der deutsch-polnischen Wiener Konvention vom August 1923, die den Sachverhalt im Wesentlichen zugunsten Polens klärte). Etwa 30.000 Deutsche optierten für die deutsche Reichsbürgerschaft und mussten deshalb umsiedeln. 1925 stellte Polen die zwangsweise Umsiedlung ein.[7]
- 1939–1943: Die deutschsprachigen Südtiroler erhielten durch das Hitler-Mussolini-Abkommen 1939 die Möglichkeit, sich durch Umsiedlung für die deutsche Staatsbürgerschaft zu entscheiden. Die Amtliche deutsche Ein- und Rückwanderungsstelle wurde dafür gegründet. Damit brach Hitler aus außenpolitischen Gründen mit dem Grundsatz der deutschen Volkstumspolitik der Zwischenkriegszeit, deutsche Minderheiten in ihren Siedlungsgebieten zu halten.[8]
- Nach 1945: Ein Teil der italienischstämmigen Bevölkerung entschied sich nach der Entstehung der Sozialistischen Föderativen Republik Jugoslawien, nach Italien zu ziehen. Der Begriff Optant wird in Italien kontrovers gesehen, stattdessen wird eher von einer Vertreibung der Exilitaliener (Esuli) gesprochen.

## Staatsbürgerschaftsrecht
Im Staatsangehörigkeitsrecht gibt es in vielen Ländern für Doppelstaatler, die zwei oder mehr Staatsangehörigkeiten z. B. durch Geburtsortsprinzip (ius soli) und Abstammungsprinzip (ius sanguinis) haben, das Recht unter bestimmten Bedingungen durch einseitigen Akt auf Staatszugehörigkeiten zu verzichten.